# The Battle of Maldon
The Battle of Maldon ist der Name eines Gedichts, das den Hergang einer Schlacht zwischen Angelsachsen und Wikingern beschreibt, die im Jahr 991 in Ostengland stattfand. Es ist in altenglischer Sprache geschrieben und wurde nicht lange nach der Schlacht von Maldon verfasst, wahrscheinlich im 10. oder frühen 11. Jahrhundert.

## Manuskript
Das Originalmanuskript verbrannte beim Brand der Bücherei des Sammlers Robert Bruce Cotton in Ashburnham House 1731. John Elphinstone hatte 325 Zeilen des Gedichts 1724 transkribiert, aber bereits zu dieser Zeit fehlten die erste und die letzte Seite des Manuskripts (mit möglicherweise jeweils 50 Versen). Ein älterer Katalog beschrieb das Manuskript als capite et calce mutilata („an Kopf und Ferse verstümmelt“). Wegen dieses Verlustes fehlen wichtige Hinweise auf Entstehungsdatum und Zweck des Gedichts.

## Inhalt
Der Anführer der Angelsachsen, Byrhtnoth, befiehlt seinen Männern, ihre Pferde wegzutreiben, und stellt die Krieger mit anspornenden Worten in Schlachtordnung auf. In seiner Truppe befinden sich auch die Leute seiner Hausmacht, deren Loyalität er sich sicher ist (vgl. Vs. 18–25). Ein Unterhändler der Wikinger kommt an das Ufer (des Flusses Blackwater in Essex, in dessen Mitte die Wikinger auf einer Insel gelandet sind) und bietet Byrhtnoth an, gegen Zahlung eines Tributs wieder abzuziehen. Byrhtnoth antwortet, dass er und seine Männer den Angreifern Reichtümer nicht ohne Kampf überlassen würden. Dann stellt er seine Leute am Ufer des Flusses auf. Durch die Flut sind die beiden Streitkräfte voneinander getrennt und nur durch Pfeilschüsse füreinander erreichbar (vgl. Vs. 71f). Dann kommt die Ebbe und macht eine Landbrücke sichtbar, die Byrhtnoth mit Veteranen sichert. Die Wikinger, die in dieser Lage ihre zahlenmäßige Überlegenheit nicht ausspielen können, bitten darum, zum Kampf an das Ufer gelassen zu werden. Byrhtnoth gewährt ihnen diese Bitte. Er stellt seine Männer Schild an Schild zur wíghaga (wörtlich Kriegs-Hecke) auf. Der Kampf beginnt mit Verlusten auf beiden Seiten, doch Byrhtnoth wird mehrfach schwer verwundet. In einem kurzen Gebet bittet er Gott um Aufnahme in den Himmel, dann werden er und die Männer um ihn niedergehauen (vgl. Vs. 173–184). Nun wendet sich das Blatt, denn viele von seinen Gefolgsleuten, die sich tags zuvor noch durch Prahlen hervorgetan hatten, wenden sich zur Flucht. Seine thanes aber, die Veteranen seiner Hausmacht, wollen nur eines von zwei Dingen: „lif forlætan oððe leofne gewrecan“, das Leben verlieren oder den geliebten (Herrn) rächen (Vs. 208). In verschiedenen Reden ermahnen sie einander zur Standhaftigkeit und führen einen wütenden Gegenangriff; einer nach dem anderen fallen sie im Kampf mit den vorrückenden Wikingern.

## Sprache
Der Dichter von The Battle of Maldon setzt die Stilmittel der altenglischen Dichtung kunstfertig ein. Dazu gehören Kennings wie wælwulfas (Meereswölfe, Vs. 96) für die Wikinger, beahgifan (Ring-Schenker, Vs. 290) für Byrhtnoth und feorhhus (Seelenhaus, Vs. 297) für den Körper. Es werden Synekdochen wie beispielsweise æsc (Esche, Vs. 310) für Speer oder bord (Brett, Vs. 16) und lind (Linde, Vs. 99) für den Schild verwendet. Das Gedicht ist im altenglischen Stabreim geschrieben, was z. B. in den folgenden Zeilen deutlich wird:
Hi leton þa of folman feolhearde speru,
gegrundene garas fleogan;
bogan wæron bysige, bord ord onfeng.
Von ihren Händen schleuderten sie gehärtete Speere,
geschliffene Speere flogen;
Bogen waren geschäftig, Schilde fingen Speerspitzen auf. (Vs. 108–110)

## Motive
Typische Motive des Gedichts sind Byrhtnoths Rolle als Ring-Schenker, d. h. Zuteiler von Gold und Schmuck, mit dem der hohe Adelige sich der Treue seiner Vasallen versichert. Umgekehrt ist es auch die unbedingte Treue der engen Gefolgsleute, die besonders in der zweiten Hälfte des Gedichts immer wieder in den anspornenden und ermahnenden Reden hervorgehoben wird. Aus diesem Teil stammt auch die bekannteste Passage des Gedichtes, die ein alter Gefolgsmann Byrhtnoths spricht:
Hige sceal þe heardra, heorte þe cenre,
mod sceal þe mare, þe ure mægen lytlað.
Unser Wille muss umso entschlossener, unser Herz tapferer,
unser Mut größer sein, je mehr unsere Zahl nachlässt. (Vs. 312–313)
Der letzte Kampf der Gefolgsleute wird im Gedicht heroisch überhöht, zum Beispiel in Vers 297–300:
Forð þa eode Wistan,
þurstanes sunu, wið þas secgas feaht;
he wæs on geþrange hyra þreora bana,
ær him Wigelines bearn on þam wæle læge.
Voran schritt dann Wistan,
Thurstans Sohn, focht mit den Kriegern;
er war der Fluch von dreien von ihnen,
bevor Wighelms Sohn mit ihm erschlagen dalag.
In Byrhtnoths Gebet wird der christliche Einfluss auf die altenglische Dichtung deutlich. Die Tollkühnheit, mit der er es den Wikingern erlaubt, an Land zu kommen, ist ein Beispiel für Hybris.